# Максвел Мекомбс
Максвел Е. Мекомбс (3. децембар 1938 — 8. септембар 2024) је био амерички научник из области медија и  политичке комуникације. Био је емеритус у области комуникација на Универзитету Тексас у Остину. Посебно је познат по развоју теорије постављања дневног реда масовних медија са Доналдом Луисом Шоом . 
У дјелу „Функција масовних медија постављања дневног реда“ из 1972. Мекомбс и Шо описали су резултате студије коју су спровели тестирајући хипотезу да медији имају велики утицај на питања која америчка јавност сматра важним. Они су спровели студију док су обојица били  на Универзитету Северне Каролине у Чепел Хилу . 
 Мекомбс је проглашен, заједно са Шоом, „оснивачем емпиријског истраживања функције штампе која поставља дневни ред“. 